# بيتو (لاعب كرة قدم مواليد 1982)
وإسمه الكامل أنطونيو ألبرتو باستوس بيمباريل (بالبرتغالية: António Alberto Bastos Pimparel‏) ويعرف اختصاراً بيتو (بالبرتغالية: Beto‏) وهو لاعب كرة قدم برتغالي في مركز حراسة المرمى ولد في يوم 1 مايو 1982 في مدينة لشبونة عاصمة البرتغال ويلعب حالياً مع نادي إشبيلية كما سبق له اللعب مع سبورتينغ براغا ونادي بورتو ونادي ليتشويس ونادي ماركو ونادي تشافيز ونادي كازا بيا وسبورتينغ لشبونة ولعب مع منتخب البرتغال لكرة القدم في كأسي العالم في 2010 و 2014 ويبلغ طوله 180 سم.

## وصلات خارجية
- بيتو على موقع الاتحاد الدولي (مؤرشف)  (الإنجليزية)
- بيتو على موقع الاتحاد الأوربي (الإنجليزية)
- بيتو على موقع اتحاد تركيا (لاعب) (الإنجليزية)
- بيتو على موقع قاعدة بيانات كرة القدم.إي يو (الإنجليزية)
- بيتو على موقع ناشيونال فوتبول تيمز (الإنجليزية)
- بيتو على موقع Soccerway.com (الإنجليزية)
- بيتو على موقع عالم كرة القدم.نت (الإنجليزية)
- بيتو على موقع أوليمبيديا (الإنجليزية)
- بيتو على موقع AS.com (الإسبانية)